# El Escorratel
El Escorratel es una pedanía del municipio español de Orihuela, en la comarca de la Vega Baja del Segura, en Alicante. 
|url=http://www.todopueblos.com/alicante.net/el-escorratel/
|título=EL ESCORRATEL - Alicante/Alacant - Orihuela - Comunidad Valenciana - Pueblos y ayuntamientos de Alicante/Alacant 
|fechaacceso = 2009
|autor=
|enlaceautor=
|idioma=
}}</ref>